# Pedlinge
Pedlinge est un petit hameau en bordure du village de Saltwood dans le Kent. Il a sa propre église, même si elle est officiellement classée comme un district de la Chapel-of-Ease. Depuis, Pedlinge fait partie de la paroisse de Saltwood, et non d'une paroisse à part entière.